# Mondān
Mondān (persiska: مندان) är en ort i Iran.   Den ligger i provinsen Kohgiluyeh och Buyer Ahmad, i den centrala delen av landet, 500 km söder om huvudstaden Teheran. Mondān ligger 1 552 meter över havet och antalet invånare är 752.
Terrängen runt Mondān är kuperad åt sydväst, men åt nordost är den bergig.Runt Mondān är det ganska glesbefolkat, med 47 invånare per kvadratkilometer. Närmaste större samhälle är Cheram, 15,0 km söder om Mondān. Omgivningarna runt Mondān är i huvudsak ett öppet busklandskap.